# Chromotion
是VIA顯示卡的画质补偿及影像加速技術。類似ATI的AVIVO技術、NVIDIA的PureVideo、矽統的Real Video、Intel的Clear Video技術。該加速引擎引擎是根据微软DirectX视频加速标准制定，支持IDCT和动态补偿来帮助解码压缩字节流，用以硬體加速DVD播放。最新的版本是HD 2.0，由Chrome 400系列显卡支援。
Chromotion 3.0能優化影片播放畫質，加強HDTV播放畫質，支援WMV9及MPEG2硬體加速，降低CPU使用率。還支援Deblocking Filter、Non-Linear Adjustments、Artistic License及Chromotion 3.0 LCD Overdrive，提高影片播放畫質。
Chromotion HD 2.0引擎採用了可編程架構，可硬體加速播放1080p的藍光光碟和HD DVD影片，支援MPEG-2、MPEG-4、VC-1、WMV-HD和AVS等影像格式的硬體加速。並且最佳化解碼和後製處理顯示流程，同時硬體優化一支或數支高清影片的畫質。2008年12月，S3 Graphics與訊連科技聯合宣佈，PowerDVD 8正式支援Chromotion HD 2.0硬體加速技術。

## 外部連結
S3 - ChromotionHD 2.0（页面存档备份，存于）